# 李嗣涔
李嗣涔（1952年8月13日—），臺湾高雄縣岡山鎮（今高雄市岡山區）出生，原籍河南濟源，電機工程學學者，主要研究半導體領域，為臺灣早期研究非晶矽的學者，亦為國際電機電子工程學會會士（IEEE Fellow），在該領域有一定聲望。後來應臺灣國家科學委員會主委陳履安等人的邀請轉入氣功、特異功能方面的研究，而使其學術地位充滿爭議性。
李嗣涔為國立臺灣大學電機系教授，先後成為臺大星艦學院科幻社、臺大特異功能社、臺大賽斯思想研究社的指導老師。在臺大校務行政方面，其於1996年到2002年間擔任國立臺灣大學教務長，2005年6月10通過中華民國教育部遴選，6月22日就任國立臺灣大學校長。
於2013年6月21日任期屆滿後卸任。
2012年11月15日臺大84周年校慶，李嗣涔在會場中期許創校百年前臺大能出現本土諾貝爾獎得主，會場外請警察進入校園，與反迫遷紹興南村的聲援學生以及紹興南村居民對峙，校方打破不讓軍警進入校園的不成文慣例。

## 學經歷
1974年國立臺灣大學電機系學士，1977年及1980年於美國史丹福大學電機系分別取得碩士及博士學位。主要研GaAs/AlGaAs異質接面元件的研究。
1980年到1982年間於Energy Conversion Devices Inc.工作，從事非晶矽太陽電池的開發，李嗣涔先生於1982年返臺，於臺大電機系擔任副教授。

## 專長領域
- 三五族化合物半導體AlGaAs/InGaAs/GaAs/InAs材料生長及元件製作
- 非晶矽氫薄膜電晶體及類神經網路偵測器
- 奈米矽線場效電晶體
- 週期金屬孔洞電漿子熱輻射源（可發出中心波長位於極低頻區且頻寬極窄的單頻光光源，如紅外光發射器）
- 窄頻紅外線於細胞生物學之研究
- 窄頻紅外線偵測器用於氣體偵測
- 非晶矽及多晶矽太陽能電池
- 量子點量子環光偵測器
- 人體身心靈科學

### 半導體方面的研究
- 探討非晶矽氫（氘）及氮（氧）化矽之材料，pin太陽電池、X-光偵測器、類神經網路偵測器及多晶矽薄膜電晶體（thin film transistor）之特性，發展準分子雷射退火技術及金屬快速誘導多晶矽的製程，提供液晶顯示器（LCD）及有機發光二極體（OLED）更好的驅動電晶體及電路。
- 研製Si/Ge, Si, Ge, GaAs奈米粒子及製作Si/Ge量子點紅外線偵測器。
- 研製矽奈米線場效電晶體。
- 研究InAs/(Al)GaAs量子點及量子環紅外線偵測器，具有接近室溫操作的特性。
- 量子點偵測器，可以操作在接近室溫的紅外線（2~30μm）偵測特性。
- 量子環偵測器，具有可以提供THz（~300μm）偵測波段的特性。
- 電漿子熱輻射光源研製紅外線光激二極體、雷射。

#### 相關出刊書籍
- 《半導體元件物理》（三民，1990年） ISBN 9571422606

### 氣功、特異功能與信息場方面的研究
1987年，應國科會陳履安之邀，投入氣功與腦波研究，並於1992年擔任國科會生物處生物能場召集人。而後漸漸轉入手指識字方面的特異功能研究。
1999年8月26日，該次手指識字實驗中意外測試了後來所謂的「神聖字彙」之一的「佛」字，在特異功能人（簡稱功能人）腦中屏幕出現的並非字體而為光亮、響聲等現象，而開始涉入其所稱「信息場」的範圍，並多次與中國的功能人孫儲琳交流。

#### 相關出刊書籍
- 《人身極機密—人體X檔案》
- 《難以置信II-尋訪諸神的網站》
- 《是特異功能？還是潛能？》
- 《科學氣功》
- 《靈界的科學》

## 擔任臺大校長

### 選情
臺大選出8位候選人進行初選，6位當選。其中楊永斌過半、李嗣涔第二但未過半。第二輪選舉，楊永斌、李嗣涔兩人當選，其中楊永斌第一、且有六成得票率，李嗣涔第二。然而之後教育部長杜正勝卻圈選李嗣涔，校方只得默認政府的選擇。對此，楊永斌甚至發表公開信中說：「201位臺大校務代表長期觀察所做的決定，比不上教育部5位委員40分鐘的答詢。」。
由於前校長陳維昭未積極兌現「公辦新校長政見發表會」的諾言，因此第十七屆臺大學生會舉辦「校長選舉」遊行活動，並於2005年3月17日舉辦“十二年來首次校長改選-學生假投票”，第一名是社會科學院院長包宗和教授、第二名為李嗣涔教授、第三名楊永斌教授。最終李嗣涔教授出線，臺大學生會及臺大研究生協會同表支持，臺大學生會表示結果符合期待，樂觀其成。

### 政策
- 學生招考政策：不滿繁星等。
- 陸生政策
- 帶領臺大進全球百大
- 任內成立“公共政策與法律中心”
- 臺大北大對接：進行“北大日”交流活動，包含7大研究領域座談、校園參訪與圖書館特展，臺大校長李嗣涔與北京大學校長周其鳳共同簽署多項學術交流協議。
- 主張提高公立大學的學雜費、以改善學校財務
- 推出「臺大人的十大基本素養」
- 增設英語畢業門檻

### 卸任
依照國立臺灣大學組織規程規定，校長任期為四年，得續任兩次。2012年3月18日，李嗣涔於當天校務會議校長報告時宣布他將不會競選連任下一任校長，在2013年6月21日任期屆滿卸任後將回電機系教書。
李嗣涔認為在他任內，國立臺灣大學在國際上的排名逐步提升，是他當校長最驕傲的成績，他也希望能在最後一年的任期，能帶領學校突破世界大學排名五十名。李嗣涔在他主持的最後一次校慶典禮，84週年校慶上，期許在創校百年前臺大能出現本土的諾貝爾獎得主。

## 爭議

### 特異功能的真實性
李嗣涔的特異功能研究涉及到可以手指識字的中日混血女學生高橋舞。在一次TBS電視台主办的节目中，美國魔術師和超自然現象調查員詹姆斯·兰迪认为高橋舞於實驗中作弊。儘管詹姆斯·兰迪提出了質疑，但TBS電視台最終的播放仍然捨棄失敗的部分，以高橋舞的完美測字為結局。另一次在美國也被抓到以魔術手法作弊。李嗣涔說，手指識字研究也曾經過不同學者驗證。1999年，國家同步輻射研究中心主任陳建德等十多名臺大、清大及中研院物理學者曾受邀“參觀”高橋舞手指識字的過程，但不得檢視實驗者自備的道具，來賓被安排的觀察位置（即觀察角度）亦不許調整。他和陳建德合作的手指識字論文，曾刊登在「國際照護期刊」；他和電機系另一名教授用核磁共振攝影，測量手指識字時腦部的功能變化，也在全球最重要的功能性核磁共振國際會議上發表論文，證明研究絕非「偽科學」。李嗣涔表示，高橋舞接受別的物理系教授測試時也曾失敗，主因在於人是情緒的動物，一旦包裝紙條等測試方式改變，都要經適應期才會恢復原有能力。陳建德則指出，他見證高橋舞的手指識字成功率超過九成五，物理系教授不應因她失敗過就全盤否認；任何人都不應以實驗沒有百分之百成功，就完全否定實驗成果，否則人類科學不會進步。
自2004年起，李嗣涔在氣功、特異功能與信息場的研究方面認為信息場與俄國人理论物理学家所描述過的撓場性質相近，而於近期往這方向研究中，以水晶及功能人進行撓場的發射與接收等測試。有過論文與書籍，认为撓場是有爭議性的研究，其研究者的學術地位亦為人所議論。而认同撓場理论的李嗣涔在臺灣大學校長遴選時也造成一定的風波。1998年俄國科學院成立了一個對抗偽科學研究的特別委員會，其領導人Edward P. Kruglyakov博士曾發表了一系列文章，證明Shipov博士所做的撓場研究為偽科學。此外，在楊信男登於2007年3月份科學月刊的信件指出：「李嗣涔坦承他不清楚Shipov的理論，但一直堅信Shipov的扭場就是他自創的信息場，可是卻從不提及俄國科學院對Shipov扭場理論調查的結果，對俄國科學院指出其理論謬誤視而不見，明確違反了科學研究者應有的基本態度，和公正原則中的『避免因主觀立場影響研究結論』」。

### 違反學術倫理的疑慮
撓場部份的研究，李教授之研究生論文封鎖十年事件，臺大物理系楊信男教授指出：「因此，我到臺大總圖書館館藏的『臺大博碩士論文資料庫』，希望能影印一份，以便仔細拜讀研究。詎料，在我告知系上同仁此想法次日，李嗣涔便越過一般的程序，直接以電話要求臺大圖書館鎖住該論文，在10年內不許任何人參閱」違反學術倫理。

### 陸生與臺生權益的分配
多所學校為了爭取中國大陸學生而犧牲臺生權益、並以國家資源補貼陸生：其中臺大部分學院為中國大陸學生募款（碩士生40萬、博士生50萬）卻從未幫清寒學生或助教獎助金短缺募款。
李嗣涔曾經表示要替大陸學生募款，可是臺大卻同時砍除研究生的獎助學金、這些獎助學金是由學費裡面固定比例撥款的。
但是也有知情人士表示：臺大研究生學費中的23.5%理論上會作爲獎勵金回饋給研究生，但大陸生學費的23.5%卻不能夠回饋，而且大陸研究生繳納的學費分別是本地學生，僑生和外籍生的三倍，一直被質疑歧視性地區別對待。

### 公開信觀點
2011年5月，李嗣涔以公開信建議臺大學生在職場為爭取未來機會，要注意一些問題，其中包括不要太關心薪資、上下班時間等。由於現時臺灣的受雇者及年輕人權益日趨不合理，李嗣涔以臺大校長的身份，發表相關言論被認為會成為雇主壓榨勞工的藉口，因此遭到批評；勞委會主委王如玄針對此點表示，希望企業守法，她對勞工及年輕人薪資過低不滿意，而且經濟不好的年輕人沒辦法「不在乎薪水」，王如玄建議年輕人在職場上應該注重生涯規劃及自身權益。
而據國外機構瑞士洛桑管理學院的評比顯示，臺灣受雇者薪資嚴重低於其應得薪資。

### 處理提案手法
2012年6月，臺大學生會基於連署（希望在臺大校園內設立紀念碑的網路連署人數已破六千三百多人，其中臺大校友也多達二千五百多人）在臺大校務會議提案設立陳文成事件紀念碑，雖有不少院系所代表（含教授與學生）發言支持，但因少數教授反對，李嗣涔以主席身分名為修訂而實則擋下提案，僅裁示陳文成事件是重要的歷史事件，經校務會議投票決定交校史館廣邀各界研議，未來有機會納入臺大校史。相較於1970年在美國紐約市「四二四槍擊蔣經國案」的主角黃文雄於5月獲國立政治大學選為首屆傑出校友，李嗣涔的保守心態在網路上備受奚落與抨擊。
同年7月2日，一群臺大師生與來賓為陳文成在當年事故現場舉辦追思紀念晚會，由所有參加者捧著燭光和一塊石頭，堆在現場一顆大樹下圍成一圈，用行動藝術象徵由民眾為陳文成立碑。臺大數學系教授楊維哲一開始就表示對於李嗣涔感到很不屑，他說由於之前每年7月2日剛好是他大學入闈的時間，陳文成事件發生時，他剛好在闈場裡面，每次想到這裡他都會很痛苦。劇作家馮光遠開玩笑的說，或許以後每個臺大學生經過陳文成事故現場時，就用手指表示看到一些靈異的東西，或許曾發表手指識字研究報告的李嗣涔就會很緊張的說：「好吧，好吧，快點幫他立碑。」歌手張睿詮則改編李嗣涔給畢業生的14點叮嚀，希望他不要輕易說出「這不是我的工作」或「這太簡單了，找別人做」等推諉的話，也不要說出「沒辦法、我不會或太困難了」的洩氣話。

### 處理紹興事件遭議
2012年11月15日臺大84周年校慶，為抗議臺大欲取回紹興南街校地而向弱勢居民提出返還不當得利訴訟，聲援學生以及住戶自救會成員集結於新體育館外抗議。校方打破不讓軍警進入校園的不成文慣例，讓轄區警方大安分局派出數十名警力進入校園「維持秩序」，築成人牆擋在會場正門，並援引集會遊行法，舉「行為違法」牌要求群眾立刻解散。

## 榮譽
- 1984年：中國工程師學會論文獎
- 1986年－1996年：五屆十年國科會傑出研究獎
- 1987年：中山學術獎（工科）
- 1987年：中國工程師學會優秀青年工程師
- 1995年：著作“半導體元件物理”一書獲得第20屆金鼎獎
- 1996年－2002年：國科會特約研究人員
- 1997年：亞太材料學院院士
- 2000年：IEEE Third Millennium Medal
- 2002年：IEEE Fellow
- 2002年：電機工程學會獎章
- 2003年：教育部第47屆學術獎（工程及應用科學）
- 2005年：日本關西大學榮譽博士學位
- 2011年：英國艾賽斯特大學 榮譽博士學位
- 2016年：旺宏電子講座教授

## 外部連結
- （繁體中文）李嗣涔教授個人網頁 （页面存档备份，存于）
- （英文）Homepage of professor Si-Chen Lee （页面存档备份，存于）
- （繁體中文）台大電機系——李嗣涔教授個人介紹
- （繁體中文）氣功與人體特異功能的科學觀
- （繁體中文）氣功態及氣功外氣之紅外線頻譜 （页面存档备份，存于）
- （繁體中文）（简体中文）報導文章：靈界解謎 李嗣涔指發現信息場 （页面存档备份，存于）

| 教育職務      | 教育職務                                             | 教育職務      |
| ------------- | ---------------------------------------------------- | ------------- |
| 國立臺灣大學  |                                                      |               |
| 前任： 陳維昭 | 國立臺灣大學校長 第十任 2005年6月22日－2013年6月21日 | 繼任： 楊泮池 |